# آدم‌برفی نفرت‌انگیز
آدم برفی نفرت‌انگیز (انگلیسی: The Abominable Snowman) فیلمی در ژانر ترسناک و فانتزی است که در سال ۱۹۵۷ منتشر شد. از بازیگران آن می‌توان به فارست تاکر، پیتر کوشینگ و رابرت براون اشاره کرد.